# Lepidanthrax salvadorensis
Lepidanthrax salvadorensis är en tvåvingeart som beskrevs av Hall 1976. Lepidanthrax salvadorensis ingår i släktet Lepidanthrax och familjen svävflugor.
Artens utbredningsområde är El Salvador. Inga underarter finns listade i Catalogue of Life.